# Urszula Piwnicka
Urszula Jasińska-Piwnicka (ur. 6 grudnia 1983 w Pasłęku) – polska lekkoatletka specjalizująca się w rzucie oszczepem.

## Kariera
Na początku kariery odpadła w eliminacjach podczas mistrzostw świata juniorów młodszych (1999). W 2002 zdobyła brązowy medal mistrzostw świata juniorów. Pięć lat później zdobyła brąz uniwersjady oraz odpadła w eliminacjach na mistrzostwach świata w Osace. Startowała na igrzyskach olimpijskich w Pekinie (2008) nie awansując do finału. W 2009 nie udało jej się wywalczyć awansu do finału na mistrzostwach świata w Berlinie (2009).
Reprezentantka Polski w meczach międzypaństwowych oraz pucharze Europy.
Medalistka mistrzostw Polski seniorów ma w dorobku trzy złote (Poznań 2007, Szczecin 2008 oraz Bydgoszcz 2009) i jeden srebrny medal (Bydgoszcz 2006). Stawała na podium juniorskich mistrzostw Polski oraz młodzieżowych mistrzostw kraju.
Rekord życiowy: 63,53 (30 maja 2009, Kalamata).

## Osiągnięcia
| Rok  | Impreza                               | Miejsce   | Pozycja           | Wynik |
| ---- | ------------------------------------- | --------- | ----------------- | ----- |
| 1999 | Mistrzostwa świata juniorów młodszych | Bydgoszcz | el. – 18. miejsce | 40,70 |
| 2002 | Mistrzostwa świata juniorów           | Kingston  | 3. miejsce        | 54,06 |
| 2007 | Zimowy puchar Europy w rzutach        | Jałta     | 2. miejsce        | 57,54 |
| 2007 | Uniwersjada                           | Bangkok   | 3. miejsce        | 60,63 |
| 2007 | Mistrzostwa świata                    | Osaka     | el. – 24. miejsce | 56,20 |
| 2008 | Superliga pucharu Europy              | Annecy    | 7. miejsce        | 55,45 |
| 2008 | Igrzyska olimpijskie                  | Pekin     | el. – 14. miejsce | 59,28 |
| 2009 | Mistrzostwa świata                    | Berlin    | el. – 20. miejsce | 56,49 |